# Quebrada de Camarones
Quebrada de Camarones är ett periodiskt vattendrag i Chile.   Det ligger i regionen Región de Arica, i den norra delen av landet, 1 600 km norr om huvudstaden Santiago de Chile.
Omgivningen kring  Quebrada de Camarones är ofruktbar med liten eller ingen växtlighet och nästan obefolkad, med mindre än två invånare per kvadratkilometer.